# Jacques-Joachim Trotti de La Chétardie
Jacques-Joachim Trotti, markis de La Chétardie, född 1705 och död 1758 var en fransk diplomat.
Chétardie deltog i det polska tronföljdskriget, var 1739–42 ambassadör i Ryssland, medverkade till statskuppen 1741 och stod i hög gunst hos Elisabet av Ryssland. Efter konflikt med de ryska ministrarna, främst genom hans inblandning i deras förhandlingar med Sverige, blev han på egen begäran återkallad. Visserligen återkom han redan 1743 men blev efter ett misslyckat försök att störta Aleksej Bestuzjev-Rjumin i juni 1744 utvisad. Under österrikiska tronföljdskriget tjänstgjorde Chétardie som generalmajor och befordrades 1748 till generallöjtnant. 1749–57 var han ambassadör i Turin, deltog därefter i sjuårskriget och var vid sin död kommendant i Hanau.
Hans depescher 1739–40 har delvis utgetts av ryska historiska sällskapet.